# トリオター
トリオター（Triotar ）はカール・ツァイスが3群3枚の廉価品用レンズに使用したレンズブランドで、以下に挙げる他にも多数の採用例がある。欠点である歪曲収差を目立たせないため標準から望遠のレンズで使用される。

## ネタックスマウント
- トリオター10.5cmF5.6

## ローライコード6×6cm判二眼レフカメラ用
初期のローライコードシリーズで使用された。